# Anthaxia barbieri
Anthaxia barbieri es una especie de escarabajo del género Anthaxia, familia Buprestidae. Fue descrita científicamente por Descarpentries en 1958.